# Jonathan Rodríguez
Jonathan Rodríguez (n. 7 iunie 1990, Lomas de Zamora⁠(d), Buenos Aires, Argentina) este un fotbalist argentinian liber de contract, care joacă pe post de mijlocaș.

## Palmares
CFR Cluj
- Liga I (1): 2021–2022